# Barry Levinson
Barry Levinson (født 6. april 1942 i Baltimore, Maryland, USA) er en amerikansk filminstruktør og -producent.
Med baggrund som skuespiller og manuskriptforfatter for fjernsyn debuterede han som spillefilminstruktør med miljøskildringen Diner (1982), henlagt til hjembyen Baltimore. Derefter fulgte bl.a. ungdomsfilmen Young Sherlock Holmes (Frygtens pyramide, 1985), komedien Tin Men (Plattenslagerne, 1987), og Good Morning, Vietnam (1987), en komedie henlagt til Saigon under Vietnamkrigen. Rain Man (1988), hvor Dustin Hoffman leverede en virtuos rollepræstation som autist, vandt flere Oscar-priser. I Bugsy (1991) fortalte han historien om gangsteren Bugsy Siegel med Warren Beatty i titelrollen. Han har også instrueret Sleepers (1996) med Robert De Niro.

## Intruktion
- Diner (1982)
- Den Bedste (1984)
- Frygtens pyramide (1985)
- Plattenslagerne (1987)
- Good Morning, Vietnam (1987)
- Rain Man (1988)
- Avalon - Drømmen om Amerika (1990)
- Bugsy (1991)
- Toys (1992)
- Jimmy Hollywood (1994)
- Afsløring (1994)
- Sleepers (1996)
- Når halen logrer med hunden (1997)
- Kuglen (1998)
- Liberty Heights (1999)
- An Everlasting Piece (2000)
- Bandits (2001)
- Envy (2004)
- Man of the Year (2006)
- What Just Happened (2008)
- The Bay (2012)
- The Humbling (2014)
- Rock the Kasbah (2015)
- The Survivor (2021)